# Aksiom dobre utemeljenosti
Aksiom dobre utemeljenosti aksiom je u teoriji skupova. Prema ovome aksiomu svaki je skup dobro utemeljen u odnosu na relaciju ∈ („biti element”).
Iz ovog aksioma slijedi da ne postoji skup x za koji bi postojao beskonačni niz skupova (xn) tako da vrijedi: ...∈ x2 ∈ x1 ∈x, tj. ne postoji skup koji za element ima neki skup koji za element opet ima skup, itd. Odavdje posebno slijedi da ne postoji skup x za kojeg bi vrijedilo x ∈ x , odnosno ne postoji skup koji je sam sebi element. Ovime se izbjegava Russellov paradoks.
Formalnim jezikom :
{\displaystyle \forall x\,(x\neq \varnothing \rightarrow \exists y\,(y\in x\,\wedge y\cap x=\varnothing ))}
i logikom prvog reda:
{\displaystyle \forall x\,(x\neq \varnothing \rightarrow \exists y\in x\,(y\cap x=\varnothing ))}
Svaki dobro uređen skup je i dobro utemeljen, ali ne vrijedi obrat.